# Sazes da Beira
Sazes da Beira ist eine Ortschaft und Gemeinde in Portugal. Sie liegt in einem Tal der Gebirgsregion Serra da Estrela und gehört vollständig zum dortigen Naturpark, dem Parque Natural da Serra da Estrela.

## Geschichte
Die Römer bauten hier Erze in kleinen Minen ab. Die heutige Ortschaft entstand vermutlich erst im 15. Jahrhundert, als Hirten der Umgebung sich hier dauerhaft niederließen. In den königlichen Erhebungen von 1527 war der Ort mit 65 Einwohnern vermerkt. 1612 war es bereits eine eigenständige Gemeinde im Kreis Sandomil. Nach Auflösung der Kreise Sandomil und danach Loriga wurde Sazes da Beira 1855 dem Kreis Seia angegliedert.
Einen relativen Aufschwung erlebte der Ort, als im Zusammenhang mit dem Zweiten Weltkrieg die Nachfrage nach Erzen stark zunahm. Insbesondere das hier abgebaute, kriegswichtige Wolfram erlangte Bedeutung und wurde von der Salazar-Diktatur an Nazideutschland geliefert. Nach Kriegsende 1945 setzte dann ein anhaltender Niedergang in der Gemeinde ein.

## Verwaltung
Sazes da Beira ist eine Gemeinde (Freguesia) im Kreis (Concelho) von Seia, im Distrikt Guarda. Sie hat 245 Einwohner (Stand 19. April 2021) auf einer Fläche von 7,8 km². Das Zentrum der Gemeinde  liegt im Bereich der Kirche Igreja Matriz ungefähr 600 m hoch.

## Baudenkmäler
Die Gemeinde verfügt über drei Baudenkmäler:
- Igreja Matriz – Kirche mit einem gotischen Altar[5]
- Santuário de Santa Eufémia – Wallfahrtskapelle mit der Heiligen Santa Eufémia[6]
- Capela de Nossa Senhora do Monte Alto – kleine Kapelle auf dem Hügel Monte Alto[7]

## Feste und Veranstaltungen
- Festa de Senhora de Monte Alto (vorletzter Sonntag im August): Fest zu Ehren der Schutzheiligen Senhora de Monte Alto.
- Festa de Santa Eufêmia (letzter Sonntag im  August): Dorffest zu Ehren der Schutzpatronin Santa Eufêmia mit Prozession, Messe und Musikveranstaltungen.
- Festa de Nossa Senhora do Rosário (erster Sonntag im Oktober): Fest zu Ehren der Schutzheiligen Nossa Senhora do Rosário.